# Palau-sator
Palau-sator település Spanyolországban, Girona tartományban. Palau-sator Pals, Torrent, Forallac, Ullastret és Fontanilles községekkel határos. Lakosainak száma 300 fő (2024).

## Népesség
A település népessége az elmúlt években az alábbi módon változott:
| Lakosok száma | 297  | 679  | 545  | 505  | 317  | 284  | 290  | 305  | 310  | 300  |
|               | 1717 | 1887 | 1936 | 1960 | 1986 | 2004 | 2009 | 2014 | 2019 | 2024 |